# Väterkarenz
Der Begriff Väterkarenz wird in Österreich verwendet. Er beschreibt die Arbeitsfreistellung des Vaters anlässlich der Geburt seines Kindes im Rahmen der Elternkarenz. Die Gesetzliche Regelung ist das Väter-Karenzgesetz.
Väterkarenz geht über den Vaterschaftsurlaub als Frühkarenz nach der Geburt – auch bekannt als „Papa-Monat“ – hinaus.
Durch Ausdehnung des Kinder- bzw. Karenzgeldes auf berufstätige Väter, wenn sie sich für mindestens zwei Monate karenzieren lassen, steigt der Anspruch auf Kindergeld über jenen Zeitraum hinaus, den die Sozialpolitik traditionell für junge Mütter vorgesehen hat. Daneben gibt es aber auch andere Formen zeitweiliger Erwerbsunterbrechung oder -reduzierung für die Familienpflege und unabhängig vom Alter der Kinder.
Die Väterkarenz kommt aus den skandinavischen Sozialmodellen. So sieht das schwedische Modell mehrere Formen zeitweiliger Erwerbsunterbrechung oder -reduzierung unabhängig vom Alter der Kinder inkl. Lohnersatzleistung vor. Es wird in Mitteleuropa etwa in Österreich als Leitbild genommen.
Als Schlagwort beschreibt Väterkarenz Bestrebungen der Familienpolitik, die darauf abzielen, dass neben den Müttern zunehmend auch Väter die Betreuung ihrer Kleinkinder übernehmen.
Im Frühjahr 2024 ging aus einer Befragung des Österreichischen Instituts für Familienforschung (ÖIF) hervor, dass Führungskräfte Teilzeitlösungen bevorzugen.